# Эльшад Мирбашир оглу
Эльшад Мирбашир оглу (азерб. Elşad Mirbəşir oğlu, род. 27 июля 1977, Топалгасанлы, Ханларский район) — депутат Парламента (Милли Меджлис) Азербайджанской Республики, член правления партии «Ени Азербайджан» (Новый Азербайджан), член Комиссии по борьбе с коррупцией Азербайджанской Республики, доктор политических наук, профессор кафедры политологии и политического управления Академии государственного управления при президенте Азербайджанской Республики.

## Биография
Эльшад Мирбашир оглу родился в селе Топалгасанлы Гёйгёльского района в семье учителей. Окончил школу № 3 им. Самеда Вургуна в 1994 году.

### Образование и научная деятельность
Окончил с отличием факультет социальных наук и психологии (отделение политологии) Бакинского государственного университета в 1998 году (годы обучения 1994—1998). В 2000 году окончил с отличием магистратуру факультета социальных наук и психологии (отделение политологии). Являлся диссертантом кафедры политологии и социологии Бакинского государственного университета в 2002—2005 гг.
Защитил кандидатскую диссертацию по теме «Участие третьей стороны в разрешении политических конфликтов» в АГПАР 10 июня 2005 года и по решению Высшей аттестационной комиссии получил учёную степень кандидата политических наук 14 июля 2006 года. В 2008 году поступил в докторантуру по программе докторской степени кафедры политологии и политического управления Академии государственного управления при президенте АР.
В 2011 году занимался научно-исследовательской и педагогической деятельностью в Венской дипломатической академии (Австрия).
В 2018 году защитил докторскую диссертацию по теме «Теоретические аспекты современных политических конфликтов и технологии их разрешения».
Свободно владеет немецким, русским и турецким языками.

## Трудовая деятельность
Педагог кафедры политологии и социологии Бакинского государственного университета в 2002—2013 гг.
С сентября 2007 года являлся доцентом кафедры политологии и политического управления Академии управления при президенте АР.
В 2016—2019 гг. был заведующим отделов международных отношений и прав человека и аналитического отдела по реализации указов Президента Азербайджана Института права и прав человека НАНА.
Был председателем первичной организации партии Новый Азербайджан в Институте права и прав человека НАНА.
Указом президента Азербайджанской Республики Ильхама Алиева от 29 ноября 2019 года был назначен членом совета правления Центра социальных исследований, затем был избран заместителем председателя правления Центра.
Политический комментатор Азербайджанского государственного телевидения и ведущий политико-аналитической передачи «Мир сегодня».
Регулярно комментирует политические события в мире и в регионе в местных и международных медиа.
Кроме того, редактор политического отдела газеты «Йени Азербайджан» (Новый Азербайджан), председатель аналитической группы «Йени Азербайджан».
Автор трёх монографий и более 50 научных статей.

### Область исследований
- Политические конфликты: сущность, структура и механизмы решения;
- Современные военно-политические конфликты;
- Вопросы международной и национальной безопасности.

## Семья
Женат, имеет двоих детей.

## Награды
Указом Президента Ильхама Алиева Награждён медалью «100 лет Азербайджанской Демократической Республике (1918—2018)» в 2019 году.